# Uwspółcześniona Biblia gdańska
Uwspółcześniona Biblia gdańska – rewizja protestanckiej Biblii gdańskiej z 1632 roku. Tekstem źródłowym była sama Biblia gdańska. Zadaniem nowego przekładu było dostosowanie jej do współczesnego odbiorcy, jednocześnie nie ingerując w przekaz.

## Cele przekładu
Głównym celem nowego wydania było uwspółcześnienie archaicznej gramatyki i słownictwa oryginalnego przekładu.
Dodatkowymi zadaniami było:
- ujednolicenie numeracji wersetów z innymi Bibliami opartymi na Textus receptus, jak na przykład z angielską Biblią króla Jakuba, hiszpańską Reina Valera, czy niemiecką Biblią Lutra.
- standaryzacja słów – gdy dane słowo w Biblii gdańskiej odbiegało od oryginału, a jednocześnie nie zmieniało to sensu, zastępowano je tłumaczeniem z oryginału (np. w Łk 2,33 z ojciec na Józef).

## Zasady uwspółcześniania
Podczas pracy kierowano się następującymi wytycznymi:
1. Najwyższy autorytet ma oryginalna Biblia gdańska. Interpretacja problematycznego słowa odbywała się głównie w kontekście innych jego tłumaczeń w Biblii Gdańskiej. Korzystano także ze staropolskich słowników
2. W przypadku trudnych wersetów jego interpretacja opierała się także na innych przekładach opartych na Textus receptus
3. W przypadku niezgodności Biblii gdańskiej z innymi Bibliami opartymi na Textus receptus, wybierana jest interpretacja Biblii gdańskiej
4. Korzystano także ze współczesnych tłumaczeń jak Biblia warszawska, Biblia Ekumeniczna, Przekład Nowego Świata, Biblia brzeska, Biblia ks. Jakuba Wujka w celu znalezienia najlepszego oddania sensu
5. Sens jest ważniejszy niż forma – stosowano współczesną gramatykę, wyrażenia i słownictwo tylko w przypadku, gdy nie zmieniało to przekazu.

## Krytyka
W ciągu trzech lat od wydania w 2012 roku Nowego Testamentu Uwspółcześnionej Biblii Gdańskiej przekład nie rozpowszechnił się zbytnio w środowiskach protestanckich. Równolegle trwały prace nad wydaniem Nowej Biblii gdańskiej. Ponieważ oba przekłady miały się opierać na Biblii Gdańskiej i zostały wydane w podobnym czasie, bywają ze sobą mylone.
Niektórzy uważają za „wadę” Uwspółcześnionej Biblii Gdańskiej to, że jest jedynie odświeżeniem archaicznego tekstu Biblii Gdańskiej, a nie jest nowym przekładem – jak to ma miejsce w przypadku Nowej Biblii Gdańskiej.
Zwolennicy przekładu zaznaczają, że Biblia Gdańska nie potrzebuje konkurencji w postaci nowego tłumaczenia opartego na Textus receptus, a Nowa Biblia Gdańska wprowadza za dużo reinterpretacji i odejść od pierwowzoru.
Nowy przekład krytykowany jest także za to, że (podobnie jak Biblia Gdańska) całkowicie opiera się na Textus receptus, którego wiarygodność jest od drugiej połowy XIX wieku podważana. W Uwspółcześnionej Biblii Gdańskiej zawarto wstawki z Wulgaty (jak na przykład Comma Johanneum). Są jednak środowiska, które popierają takie podejście – typowo kojarzone z Ruchem „Tylko Biblia Króla Jakuba”.

## Kolejne wydania
Do końca 2012 roku wydano Nowy Testament. W maju 2013 roku ukazało się drugie wydanie, zawierające Księgę Psalmów oraz Księgę Przysłów.
W 2017 roku wydano całość Biblii. W czerwcu 2017, dzięki współpracy z wydawnictwem Logos Media, cała treść UBG została opublikowana w formie ebooka (w formatach EPUB oraz MOBI). Dostępne są trzy wydania elektroniczne: wersja podstawowa, zawierająca sam tekst biblijny (dostępna nieodpłatnie na stronie Fundacji w formatach PDF, MOBI oraz EPUB oraz na stronie Jezus.pl), a także wersja rozszerzona (zawierająca aktywne odsyłacze oraz plan czytania Biblii na rok) i wersja polsko-angielska – dostępne w księgarniach z ebookami. Ukazała się też drukiem w trzech wersjach rozmiarowych (średnia, duża z normalną czcionką z szerokim marginesem, duża z dużą czcionką z wąskim marginesem).